# Siegfried Loewenthal
Siegfried Loewenthal (Shaul Loewenthal, ur. 1869 w Guttentag (dziś Dobrodzień), zm. w lipcu 1951 w Ramot ha-Szawim) – niemiecki neurolog, jeden z pionierów radioterapii.

## Życiorys
Był synem kupca; jego przyjacielem z lat młodości był pisarz, poeta i malarz Max Dauthendey. Studiował medycynę w Würzburgu, Berlinie, Monachium i Wrocławiu. Następnie pracował jako asystent w klinikach chorób nerwowych we Wrocławiu, gdzie był asystentem Carla Wernickego, i we Frankfurcie.
W 1935 roku dotknęły go represje nazistowskie; razem z żoną Josefine (1871–1958) z domu Erlanger, córką Lotte (1899–1958) i synami Erichem (1905–1959) i Urim (ur. 1934) emigrował do Palestyny. Niektóre źródła błędnie podają, że wyemigrował do Stanów Zjednoczonych. 

## Prace
- Über den Eisengehalt der malignen Tumoren und seine Bedeutung für die Strahlentherapie[2], 1935
- Drei Thesen zur Neurosenfrage[3], 1926